# Maadebogen
Maadebogen ist ein Stadtteil der kreisfreien Stadt Wilhelmshaven in Niedersachsen.

## Lage
Der Stadtteil wird im Nordosten von der Ostfriesenstraße, im Osten von der Kurt-Schumacher-Straße, im Süden vom Fort Schaar und im Westen vom Verlauf der Maade begrenzt. Er liegt in der Nähe des Rüstringer Stadtparks, der Jade Hochschule und des Reinhard-Nieter-Krankenhauses mit dem dortigen Gesundheitszentrum.

## Geschichte
Die Erschließung des Stadtteils erfolgte in drei Erschließungsabschnitten. Der erste Bebauungsplanbereich Nr. 92C Maadebogen-Süd mit rund 100 Grundstücken für freistehende Einfamilienhäuser wurde ab Dezember 1981 erschlossen und bebaut. Der Kaufpreis der Grundstücke betrug voll erschlossen 70 DM/m². Der zweite Bebauungsplanbereich Nr. 92D Maadebogen-Nord wurde ab 1984/1985 erschlossen. Er bot Platz für rund 130 Baugrundstücke. Der Quadratmeterpreis lag nun bei 72 DM/m². Die Bebauung des dritten Bebauungsplanbereichs Nr. 92E Maadebogen-Mitte verzögerte sich aufgrund von Auseinandersetzungen mit den Naturschutzbehörden, obwohl die Planungen zusammen mit dem zweiten Abschnitt begonnen hatten. Grund waren im Bauabschnitt liegende Stillgewässer, ehemalige Bombentrichter, in denen sich Biotope durch besondere Pflanzen und Tiere entwickelt hatten. Erst ab 1990 konnten in diesem Abschnitt knapp 150 Baugrundstücke bereitgestellt werden. Außerdem wurde in diesem Abschnitt Platz für die zentralen Versorgungseinrichtungen geschaffen.
Die Straßen im Maadebogen wurden nach bekannten Entdeckern und Erfindern benannt.

## Namensherkunft
Der Stadtteil Maadebogen ist nach dem Fluss Maade benannt, dessen Name sich von dem friesischen Wort „mada“ für Wiese, sumpfiges, mooriges Erdreich ableitet und der in diesem Flussabschnitt seinen charakteristischen Bogen macht.

## Infrastruktur

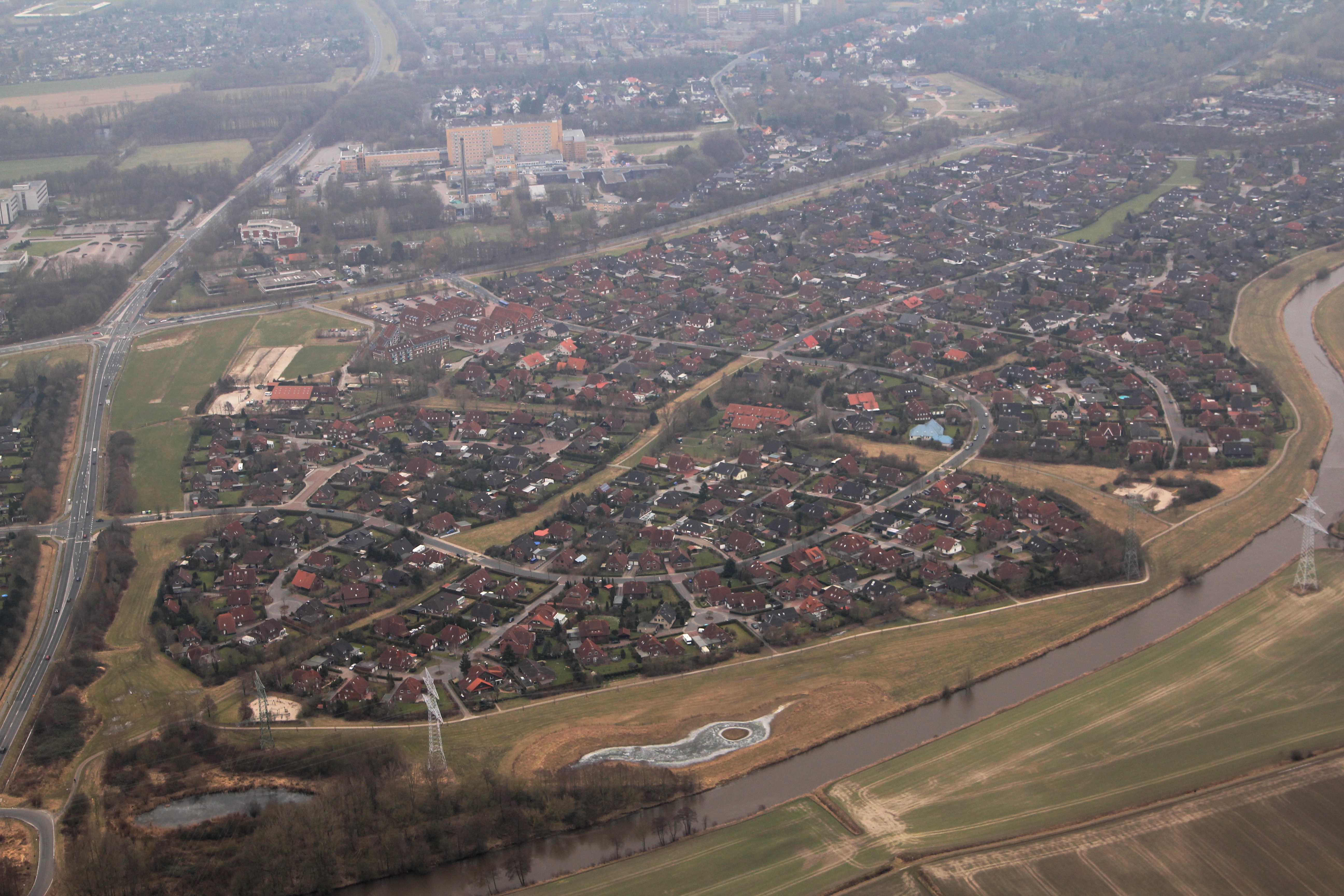
Luftbild des Stadtteils

Das Straßensystem im Maadebogen besteht aus einer Ringstraße (Kolumbusring und Magellanstraße) im Süden sowie einer an die Ostfriesenstraße und Kurt-Schumacher-Straße angebundenen Straßenschlaufe (Sven-Hedin-Straße) im Norden. Beide Straßen werden durch die Beringallee miteinander verbunden. Darüber hinaus verbinden zusätzliche autofreie Wohnwege die Grundstücke miteinander.
Die Buslinie 3 der Stadtwerke-Verkehrsgesellschaft Wilhelmshaven Jade-Viertel – Güterstraße – Maadebogen – Reinhard-Nieter-Krankenhaus/Jadehochschule bindet den Stadtteil an den Öffentlichen Personennahverkehr an.
Im Einmündungsbereich der Sven-Hedin-Straße in die Kurt-Schumacher-Straße befindet sich ein kleines Versorgungszentrum, das alle Einkaufsmöglichkeiten des täglichen Bedarfs zur Verfügung stellt.
Das östliche Maadeufer wurde als öffentlicher Grünbereich gestaltet und besitzt einen Weg für Fußgänger und Radfahrer.
Im Norden des Stadtteils führen Hochspannungsleitungen über das Gelände zwischen Maade und Wohngebiet.

## Einwohner
Im Jahr 2017 hatte der Stadtteil 1583 Einwohner, im Vergleich zu 2045 Einwohnern im Jahr 2000.

### Ausländer- und Migrantenanteil
Gerade einmal 1,5 % der Einwohner des Maadebogens sind Ausländer, der Wilhelmshavener Durchschnitt liegt bei 9,6 %. Der Anteil der Migranten liegt bei 13,8 % bei einem städtischen Durchschnitt von 21,8 %.

### Besiedlung
Mit seinen 92,7 Hektar ist der Maadebogen flächenmäßig der drittkleinste Stadtteil nach Neuende und Siebethsburg. Rechnerisch leben hier 17,3 Einwohner je Hektar. Damit hat der Maadebogen eine höhere Einwohnerdichte als der benachbarte Stadtteil Altengroden mit wesentlich mehr Einwohnern.